# Mary Wickes
Mary Wickes (St. Louis, Missouri, 13 juni 1910 – Los Angeles, 22 oktober 1995) was een Amerikaans actrice en zangeres. Ze is voornamelijk bekend als musicalster, haar rol in de Amerikaanse serie Father Dowling en vanwege haar rol als Mary Lazarus in de Sister Act-films.

## Biografie
Ze werd geboren als Mary Isabella Wickenhauser in 1910, dochter van Frank Wickenhauser (1880-1943) en Mary Isabella Shannon, en is van Duits, Schots en Ierse afkomst. Ze werd protestants opgevoed. Ze begon haar carrière op Broadway in 1934 in het stuk The Farmer Takes a Wife, met Henry Fonda. Eind jaren dertig startte ze met acteren in films. Een van haar eerste belangrijke rollen was die van Zuster Preen in The Man Who Came to Dinner, een rol die ze ook al in de theaterversie van de film gespeeld had.
Gezien het feit dat ze erg lang was en een aparte stem had legde ze zich toe op komische rollen. In 1942 speelde ze een verpleegster in de film Now, Voyager met Bette Davis. Ze bleef de volgende jaren bijrollen spelen. In 1954 speelde ze in de kerstklassieker White Christmas aan de zijde van Bing Crosby en Vera-Ellen. In 1961 speelde ze in The Gertrude Berg Show en werd hiervoor genomineerd voor een Emmy. Wickes was een goede vriendin van Lucille Ball en maakte ook gastoptredens in haar programma's I Love Lucy, The Lucy Show en Here's Lucy.
Op latere leeftijd speelde ze in Sister Act en de opvolger Sister Act 2: Back in the Habit. In 1994 verscheen ze nog in de film Little Women en werd daarna ziek. Ze leed aan nierfalen, lage bloeddruk, cardiomyopathie, anemie en borstkanker, wat leidde tot haar dood op 22 oktober 1995.

## Prijzen
| Jaar | Prijs      | Categorie                | Nominatie              | Resultaat   |
| ---- | ---------- | ------------------------ | ---------------------- | ----------- |
| 1962 | Emmy Award | Beste vrouwelijke bijrol | The Gertrude Berg Show | Genomineerd |